# مطار جهرم
مطار جهرم (إياتا:JAR / إيكاو:OISJ) هو مطار داخلي يخدم مدينة جهرم في إيران. بدأ عملياته في عام 1969.